# Касимов
Касимов (на руски: Касимов) е град в Русия, административен център на Касимовски район, Рязанска област. Населението на града към 1 януари 2018 година е 30 243 души.